# Леман Тауншип (округ Пайк, Пенсільванія)
Леман Тауншип (англ. Lehman Township) — селище (англ. township) в США, в окрузі Пайк штату Пенсільванія. Населення — 10 843 особи (2020).

## Демографія
Згідно з переписом 2010 року, у селищі мешкали 10 663 особи в 3620 домогосподарствах у складі 2787 родин. Було 6138 помешкань
Расовий склад населення:
| - 66,2 % — білих - 20,7 % — чорних або афроамериканців - 2,1 % — азіатів - 0,5 % — корінних американців - 6,6 % — осіб інших рас |

До двох чи більше рас належало 3,9 %. Частка іспаномовних становила 22,0 % від усіх жителів.
За віковим діапазоном населення розподілялося таким чином: 27,4 % — особи молодші 18 років, 62,3 % — особи у віці 18—64 років, 10,3 % — особи у віці 65 років та старші. Медіана віку мешканця становила 38,5 року. На 100 осіб жіночої статі у селищі припадало 98,0 чоловіків;  на 100 жінок у віці від 18 років та старших — 94,5 чоловіків також старших 18 років.
Середній дохід на одне домашнє господарство  становив 70 608 доларів США (медіана — 56 543), а середній дохід на одну сім'ю — 79 261 долар (медіана — 71 250). Медіана доходів становила 53 010 доларів для чоловіків та 41 680 доларів для жінок. За межею бідності перебувало 15,9 % осіб, у тому числі 25,3 % дітей у віці до 18 років та 4,4 % осіб у віці 65 років та старших.
Цивільне працевлаштоване населення становило 4038 осіб. Основні галузі зайнятості: освіта, охорона здоров'я та соціальна допомога — 21,8 %, мистецтво, розваги та відпочинок — 15,9 %, роздрібна торгівля — 14,3 %.